# Верона (аэропорт)
Аэропорт Вероны (итал. Aeroporto di Verona-Villafranca), также известный, как Международный аэропорт Валерио Катулло Виллафранка или Аэропорт Верона-Виллафранка, (ИАТА: VRN, ИКАО: LIPX) — аэропорт совместного базирования, обслуживающий итальянские провинции Брешиа, Мантуя, Ровиго, Виченца, Тренто, Больцано и Верона.
В 2006 году аэропорт впервые перешагнул порог в 3 миллиона обслуженных пассажиров за год и продолжил наращивать объёмы, достигнув показателя в 3 510 259 пассажиров за 2007 год.

## История
Аэропорт Верона-Виллафранка первоначально был создан в качестве военного аэродрома, действовавшего в ходе Второй мировой войны, и был открыт для выполнения ряда коммерческих чартерных перевозок в начале 1960-х годов. В первую очередь рейсы выполнялись в Рим и некоторые города Европы. В конце 1970-х годов благодаря программе развития провинции, предложенной Торгово-промышленной палатой Вероны, аэропорт становится полноценным коммерческим аэропортом, со своим пассажирским терминалом и офисными помещениями для представителей авиакомпаний и других сервисных служб.
В декабре 1978 года для управления аэропортовым комплексом была создана компания Aeroporto Valerio Catullo di Verona Villafranca Spa, частично принадлежащая муниципалитетам Виллафранка-ди-Верона и Соммакампаньи, а также органам управления провинций Тренто (второй по величине владелец), Брешиа, Больцано и другим более мелким собственникам.
В 1990 году в качестве подготовки к проведению Чемпионата мира по футболу, а также в связи с назревшей необходимостью увеличения мощностей аэропорта, пассажирский терминал Аэропорта Верона-Виллафранка был расширен и модернизирован. Параллельно с этим были построены новые самолётные стоянки, автомобильные парковки и через аэропорт была замкнута новая кольцевая автодорога.
В 1995 году аэропорт достиг рекордного в один миллион человек количества обслуженных пассажиров, пять лет спустя объём пассажирского трафика превысил два миллиона человек, а в 2006 году Аэропорт Верона-Виллафранка отпраздновал свой трехмиллионный юбилей.
Администрация аэропорта регулярно предпринимает усилия по расширению и модернизации аэропортового комплекса исходя из постоянного роста объёмов пассажирских перевозок. В мае 2006 года в присутствии заместителя министра транспорта страны Чезаре де-Пиччоли (Cesare De Piccoli) и вице-президента венецианской провинции Луки Зайа (Luca Zaia) были открыты к использованию дополнительные площади залов прибытия пассажиров, увеличивающие почти вдвое пропускную способность на прибывающих рейсах. Залы отправления пассажиров также были увеличены по площади на 3000 квадратных метров.